# Moritz Gottlieb Saphir

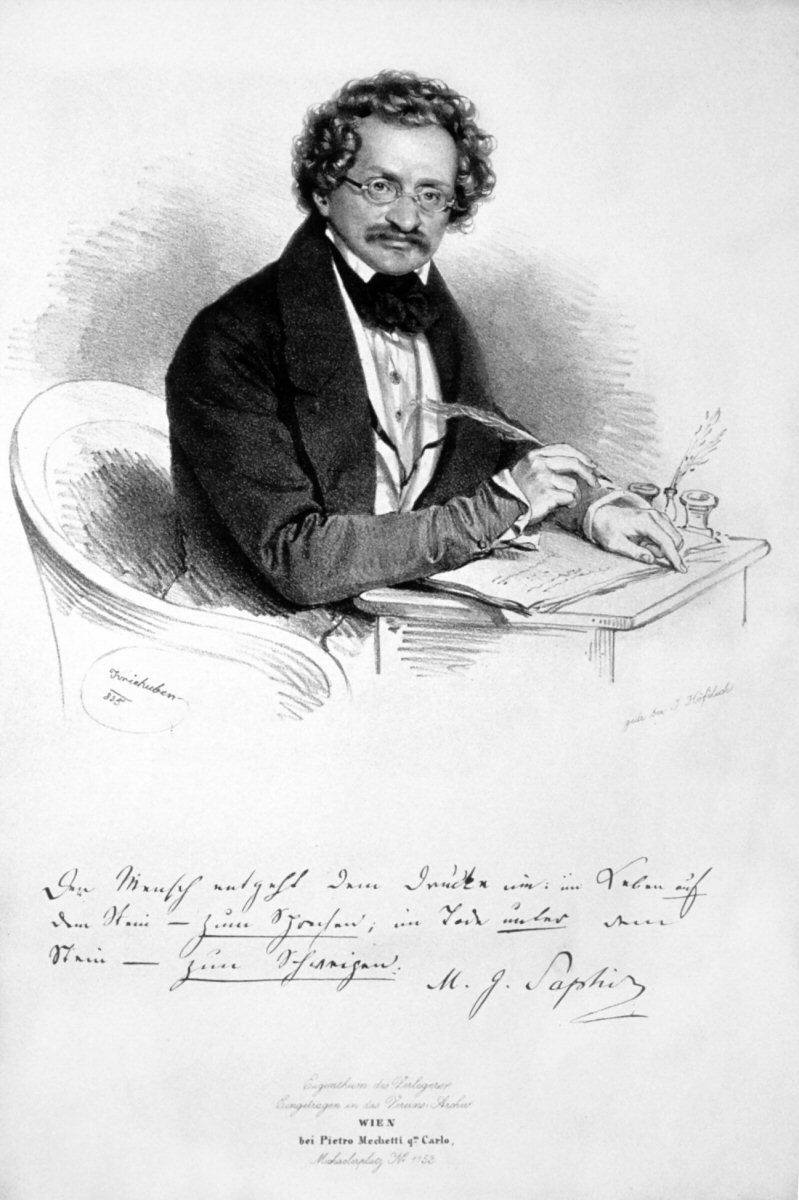
Moritz Gottlieb Saphir, Lithographie von Joseph Kriehuber, 1835

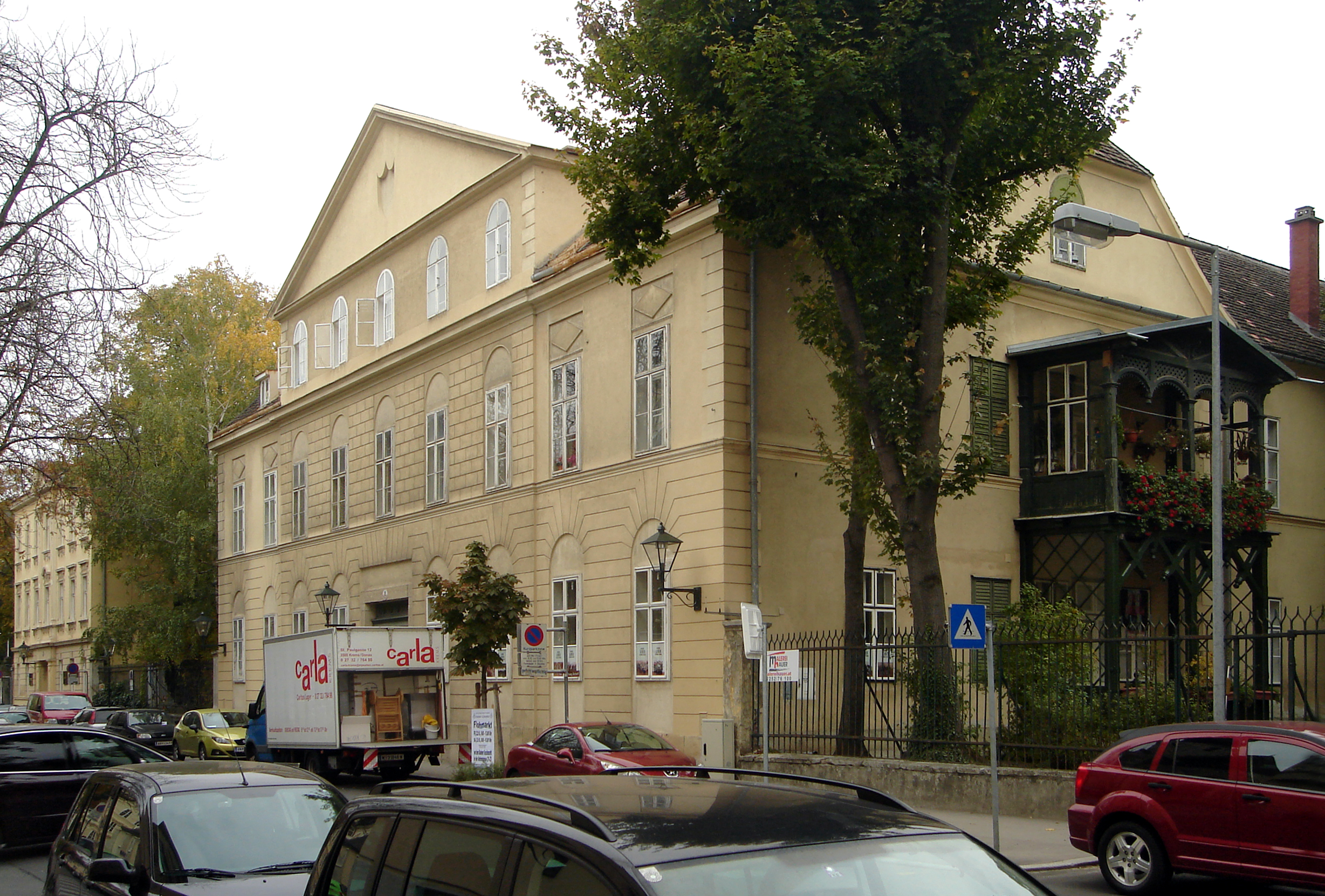
Baden bei Wien, Kaiser-Franz-Ring 11, Sterbehaus von Moritz Gottlieb Saphir (Eisenstädterhaus)

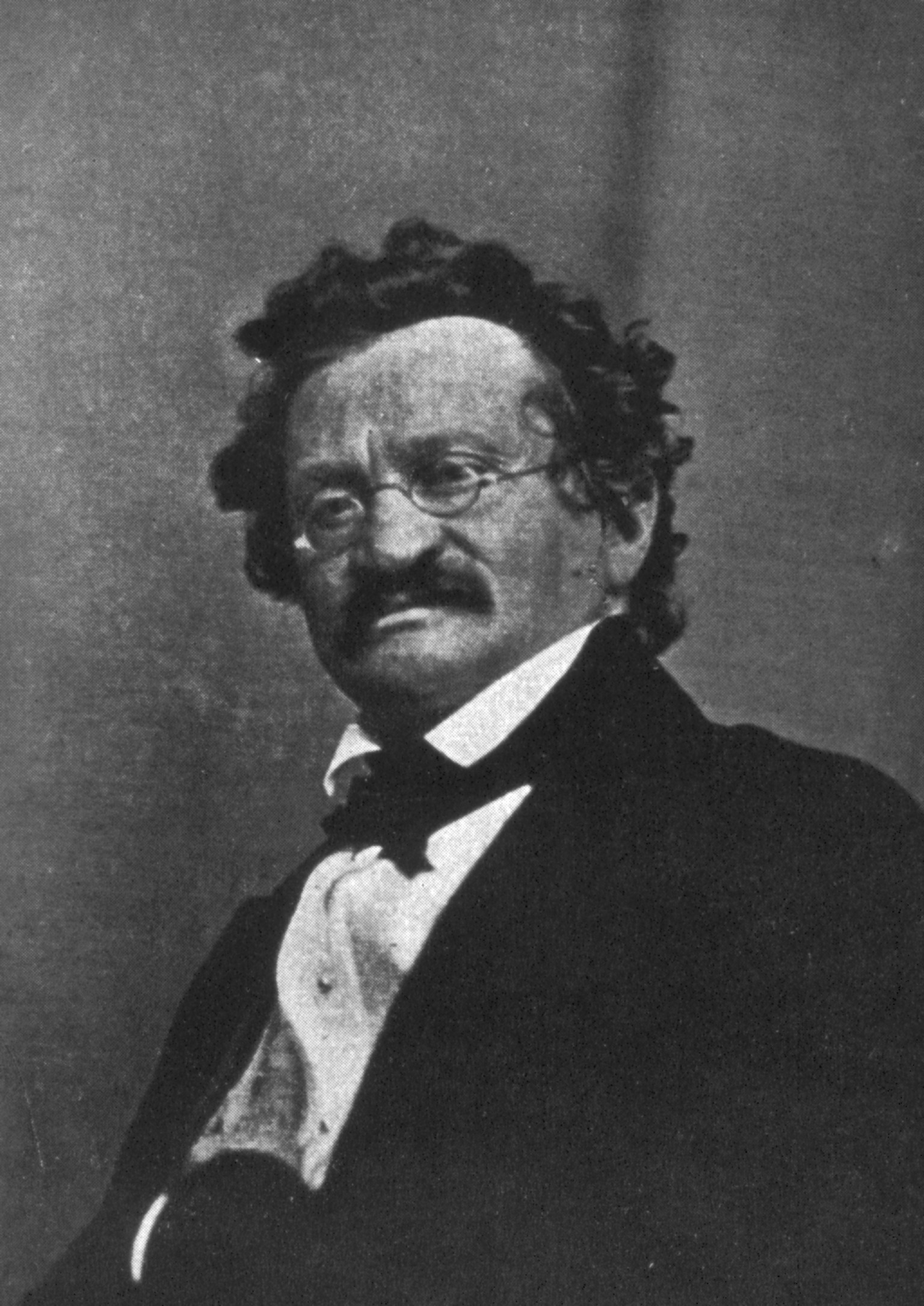
Moritz Gottlieb Saphir, Foto von Carl Ferdinand Stelzner, 1843.

Moritz Gottlieb Saphir (* 8. Februar 1795 in Lauschbrünn bei Stuhlweißenburg; † 5. September 1858 in Baden bei Wien; eigentlich Moses Saphir) war ein österreichischer Schriftsteller, Journalist und Satiriker.

## Leben
Saphir war der Sohn des Krämers Gottlieb (vorher Israel) Saphir und dessen Ehefrau Charlotte Brüll. Mit dem „Toleranzpatent“ Kaiser Josephs II. vom 2. Januar 1782 wurde allen jüdischen Untertanen ein Familienname verordnet, und Saphirs Vater wählte sich als einer der ersten Betroffenen diesen Namen. Saphir wurde von seiner Familie auf die Talmudschule nach Pressburg geschickt, um Rabbiner zu werden. Mit elf Jahren hatte sich Saphir darüber derart mit seiner Familie zerstritten, dass er 1806 auf eigene Verantwortung nach Prag ging und die dortige Talmudschule besuchte.
Doch schon kurze Zeit später entdeckte Saphir für sich die europäische Literatur und studierte nun Anglistik, Germanistik und Romanistik. 1814 entzog ihm die Familie die Erlaubnis (damit wohl die finanzielle Unterstützung) und holte den noch minderjährigen Sohn zurück. Da Saphir aber für das väterliche Geschäft keinen Gewinn darstellte, durfte er einige Zeit später nach Pest, um dort Latein und Griechisch zu studieren. Dort begann die schriftstellerische Karriere Saphirs. In der Zeitschrift Pannonia konnte er mit ersten Arbeiten debütieren, und 1821 erschien sein erstes Buch, Poetische Erstlinge, ein Gedichtband, der überwiegend wohlwollend aufgenommen wurde.
Der Verleger Adolf Bäuerle lud Saphir 1822 nach Wien ein und engagierte ihn für seine Wiener Theaterzeitung. Hier machte sich Saphir durch gnadenlose Theaterkritiken und verschiedene Essays derart unbeliebt, dass er 1825 ausgewiesen wurde und nach Berlin ging.
Sein dortiges Wirken als Redakteur seines Feuilletons Berliner Schnellpost für Literatur, Theater und Geselligkeit, beim Berliner Courier und als Herausgeber des Berliner Theateralmanachs auf das Jahr 1828 nannte Heinrich Hubert Houben 1909 „den eigentlichen Beginn der Berliner Journalistik“. Am 9. Dezember 1827 gründete Saphir die literarische Gesellschaft „Tunnel über der Spree“ nach dem Vorbild der Ludlamshöhle, der er in Wien angehört hatte – als, wie Theodor Fontane Jahrzehnte später spottete, „persönliche Leibwache“ in seinen literarischen Fehden. Der eloquente Satiriker machte sich in Berlin immer mehr Feinde, so dass ihm auch prominente Vereinskollegen vom „Tunnel“ nicht mehr helfen konnten (oder wollten). Der Breslauer Journalist und Theaterdichter Karl Schall forderte Saphir öffentlich zum Duell. Im Berliner Courier vom 3. März 1828 kränkte Saphir die Sängerin Henriette Sontag mit einem Gedicht auf ihre Schwester Nina, das zu einem Skandal führte. Er wurde in diesem Zusammenhang wegen „Unehrerbietigkeit“ gegenüber der Polizei zu kurzer Festungshaft verurteilt.
1829 wechselte er nach München. Dort gründete er zusammen mit den Brüdern Franckh unter anderem die Zeitschriften Der Bazar für München und Bayern. Ein Frühstückblatt für Jedermann und jede Frau (1830) und Der deutsche Horizont (1831). Gerade hier wurde er wieder sehr verletzend in Wort und Schrift. Als er auch noch das bayerische Königshaus satirisch angriff und beleidigte, wurde er wegen Majestätsbeleidigung angeklagt, verurteilt, für kurze Zeit eingesperrt und nach Verbüßung der Strafe aus München ausgewiesen.
Saphir ging nach Paris und wurde dort sehr schnell durch seine Vorträge berühmt. Seine literarischen Abende im Salon des Buchhändlers Martin Bossange brachten ihm sogar eine Einladung des französischen Königs Louis Philippe ein. 1831 kam er wieder nach München zurück und übernahm die Redaktion des Bayerischen Beobachters. Im darauf folgenden Jahr konvertierte er vom mosaischen zum evangelischen Glauben. Dieses und einige literarische Zurückhaltung bewirkten, dass er bald darauf zum Königlich Bayerischen Hoftheater-Intendanzrat ernannt wurde.
1834 kehrte er nach Wien zurück und schrieb, da ihm die Gründung einer eigenen Zeitung behördlicherseits verboten wurde, wieder für die Theaterzeitung. Erst mit Wirkung vom 1. Januar 1837 wurde dieses Verbot aufgehoben, und noch am selben Tag gründete Saphir die satirische Zeitschrift Der Humorist, die er bis zu seinem Tode 1858 herausgab (sie erschien bald sechsmal wöchentlich in Wien, bei Leopold Grund, und bestand bis 1862). Während der Revolution von 1848 wurde er zuerst an die Spitze eines revolutionären Schriftstellerverbandes gewählt, trat aber kurz darauf von dieser Funktion zurück und wartete in Baden die Beruhigung der Verhältnisse ab.
Dieses Verhalten und die zunehmende politische Zurückhaltung in seinen Texten machte ihn, den lebenslang von der Zensur Verfolgten, später für eine neue Schriftstellergeneration als „reaktionär“ angreifbar. Legendär wurden unter anderem seine Gegnerschaft zu Johann Nestroy und seine Freundschaft zu Ignaz Franz Castelli. Es folgten mehrere Vortragsreisen durch Deutschland, Frankreich und Österreich. Nach der Rückkehr von einer solchen Reise verließ ihn seine Frau.
1853 widmete ihm Johann Strauss (Sohn) den Walzer Wiener Punch-Lieder op. 131.
Im Sommer 1858 reiste Saphir zur Kur nach Baden bei Wien. „Hier sitze ich und liege krank; — stehe mit einem Fuße im Grabe, gehe mit dem andern dem Tode entgegen“, schrieb er am 21. Juli an Gustav Heine und fügte ein von ihm als „Grabschrift“ verfasstes Gedicht zur honorarfreien Veröffentlichung bei.
Saphir war befreundet mit der Schriftstellerin Marie Gordon, mit der er eine Tochter hatte. Diese unterzeichnete die Anzeige „von dem Hinscheiden ihres innigstgeliebten Oheims, resp. Vaters und Pflegevaters“ an zweiter Stelle als Marie Saphir, nach Bernhard Saphir und vor August Gordon, k. k. Lieutnant.
Moritz Saphirs Grabstätte befindet sich auf dem Evangelischen Friedhof Matzleinsdorf (Gruppe 1, Nr. 168) in Wien. In diesem Grab wurde nach ihrem Tod am 5. Juni 1913, im Alter von 76 Jahren, auch die Tochter Marie bestattet.

## Werke
- Deklamatorische Soirée (1858)
- Dumme Briefe (1834)
- Konditorei des Jokus (1828). urn:nbn:de:kobv:109-1-15388749
- Poetische Erstlinge (1821)
- Ausgewählte Schriften 10 Bände. 4. Auflage, Karafiat, Brünn 1870

### Zeitungsartikel
- Der raisonnirende Rothstift. In: Der Humorist (1837–1862), 15. Juli 1846, S. 1 (online bei ANNO).

## Zeitschriftengründungen
- Mitternachtsblatt für den Sternenhimmel der Laune und des Humors (1830)
- Der deutsche Horizont. Ein humoristisches Blatt für Zeit, Geist und Sitte (Jaquet, München, 1.1831-4.1834)
- Der Humorist. Eine Zeitschrift für Scherz und Ernst, Kunst, Theater, Geselligkeit und Sitte (Bolte, Wien, 1.1837-25.1862), dem zeitweise ein Humoristisch-satyrischer Volkskalender (1.1851-8.1858) angegliedert wurde. Informationen bei ANNO und Faksimiles bei ANNO